# William Bourchier, Viscount Bourchier
William Bourchier, Viscount Bourchier († vor dem 26. Juni 1480) war ein englischer Adliger.

## Leben
William war der älteste Sohn von Henry Bourchier, 1. Earl of Essex und Isabel of Cambridge, einer Schwester des Richard Plantagenet, 3. Duke of York. William war mit dem Haus Plantagenet verwandt und ein Cousin ersten Grades von Eduard IV.
Er begann seine Karriere in den Rosenkriegen, wo er für das Haus York bei der Zweiten Schlacht von St Albans (1461), bei Towton (1461) und bei Barnet (1471) kämpfte.
Seit sein Vater 1461 zum Earl of Essex ernannt wurde, führte William als dessen Heir Apparent den Höflichkeitstitel Viscount Bourchier.
William Bourchier, Viscount Bourchier, starb noch vor seinem Vater, 1480.

## Ehen und Nachkommen
In erster Ehe heiratete er Isobel de Vere, Tochter des John de Vere, 12. Earl of Oxford. Die Ehe blieb kinderlos.
Nach Isobels Tod heiratete er spätestens 1467 Lady Anne Woodville, Tochter des Richard Woodville, 1. Earl Rivers und der Jacquetta von Luxemburg. Anne war eine Schwester der Queen Consort von England Elizabeth Woodville. Mit Anne hatte er zwei Kinder:
- Henry Bourchier, 2. Earl of Essex († 1540);
- Cicely Bourchier ⚭ John Devereux, 9. Baron Ferrers of Chartley (1463–1501).